# Boris Pahor
Boris Pahor (Trieste, 26 agosto 1913 – Trieste, 30 maggio 2022) è stato uno scrittore sloveno con cittadinanza italiana.

## Biografia
Boris Pahor, di lingua e nazionalità slovene, nacque nel 1913 a Trieste (allora Impero austro-ungarico, oggi Italia), figlio di Franc Pahor e di Marija Ambrožič. Il padre lavorava come fotografo alla gendarmeria di Trieste. A sette anni assisté all'assalto squadrista contro il Narodni dom (Casa del Popolo), sede centrale delle organizzazioni della comunità slovena di Trieste. L'esperienza, che lo segnò per tutta la vita, affiora spesso nei suoi romanzi e racconti. Pahor visse drammaticamente il trauma della negazione forzata dell'identità slovena, attuata dal regime fascista (violenze squadriste, divieto di parlare sloveno, soppressione delle scuole e delle attività culturali e ricreative in tale lingua).
Finita la scuola media ed essendo stata soppressa l'istituzione slovena, frequentò il seminario di Capodistria, fino al 1935, e poi di Gorizia, fino al 1938, anno in cui abbandonò gli studi di teologia. Stabilì stretti rapporti con alcuni giovani intellettuali sloveni di Trieste; tra questi spiccano le figure del poeta Stanko Vuk, di Zorko Jelinčič, cofondatore dell’organizzazione antifascista slovena TIGR (e padre dello scrittore Dušan Jelinčič), e dei pittori Augusto Černigoj e Lojze Spacal. Negli stessi anni incominciò il carteggio con Edvard Kocbek (poeta sloveno e pensatore personalista, esponente del movimento cattolico-sociale e allievo di Emmanuel Mounier), nella cui figura Pahor riconobbe un importante ruolo di guida morale ed estetica. In questo periodo iniziò la sua attività letteraria su pubblicazioni periodiche clandestine in lingua slovena (ove rivestì ruoli dirigenziali) e - sotto pseudonimo - su una rivista pubblicata in Slovenia.
Negli anni 1939-1940 pubblicò, firmandoli col suo nome, alcuni contributi letterari sulla rivista slovena "Dejanje", fondata da Edvard Kocbek. Tornato a Trieste, svolse attività clandestine negli ambienti dell'antifascismo (riunioni in cui si parlava sloveno o si seguivano lezioni e conferenze nella stessa lingua).
Nel 1940 fu arruolato nel Regio Esercito e inviato al fronte in Libia. Ottenuta la maturità classica in un liceo di Bengasi, si iscrisse alla facoltà di lettere dell'Università di Padova; prese servizio a Bogliaco, sul lago di Garda, come sergente, con il compito di interprete per gli ufficiali jugoslavi prigionieri di guerra catturati durante l'invasione della Jugoslavia.
Dopo l'armistizio dell'otto settembre tornò a Trieste, ormai soggetta all'occupazione tedesca. Sfuggito all'arresto da parte dei tedeschi, decise di unirsi alle truppe partigiane slovene che operavano nella Venezia Giulia; rimase in clandestinità a Trieste, dove, nel gennaio 1944, diventò responsabile per la stampa nell'ambito del comitato cittadino del Fronte di Liberazione del Popolo Sloveno. Nel 1955 descriverà quei giorni decisivi nel famoso romanzo Mesto v zalivu ("La città nel golfo"), col quale diventerà celebre nella vicina Slovenia.
Nel gennaio 1944 venne arrestato dai collaborazionisti sloveni, i domobranci; incarcerato, fu torturato dalla Gestapo e deportato in Germania a febbraio. Fu internato in vari campi di concentramento in Francia e in Germania (Natzweiler, Markirch, Dachau, Nordhausen, Harzungen, Bergen-Belsen).
Dopo la liberazione del campo di Bergen-Belsen, Pahor arrivò a Parigi malato di tubercolosi; ricoverato in un sanatorio a Villiers-sur-Marne, rientrò a Trieste nel dicembre del 1946. Si laureò l'11 novembre 1947, con una tesi su Espressionismo e neorealismo nella lirica di Edvard Kocbek, relatore lo slavista Arturo Cronia.
In un contesto triestino caratterizzato da aspre lotte politiche, Pahor aderì a numerose imprese culturali dell'associazionismo sloveno, cattolico e non-comunista.
Ebbe ruoli di rilievo in varie riviste slovene ("Razgledi", "Tokovi", "Sidro"); nel 1948 fu pubblicata una sua prima raccolta di prose brevi, Moj tržaški naslov ("Il mio indirizzo triestino"). Nell'ottobre 1952 sposò la scrittrice e traduttrice Frančiška Radoslava Premrl (1921-2009), da cui ebbe due figli. Nel 1953 iniziò a insegnare regolarmente letteratura slovena alle scuole medie inferiori; in seguito insegnò anche letteratura italiana, e successivamente, fino al 1975, insegnò nelle scuole superiori con lingua d'insegnamento slovena a Trieste.
Dal 1966 fino al 1991 fu direttore ed editore della rivista triestina Zaliv (Golfo) che si occupava, oltre che di temi strettamente letterari, anche di questioni di attualità, ospitando oppositori del regime di Tito e diventando un punto di riferimento per la dissidenza slovena; collegata alla rivista vi era una collana di pubblicazioni perlopiù di carattere storico-letterario. In questo periodo Pahor continuò a mantenere stretti rapporti con Edvard Kocbek, ormai diventato un dissidente nel regime comunista jugoslavo. I due furono legati da uno stretto rapporto di amicizia.

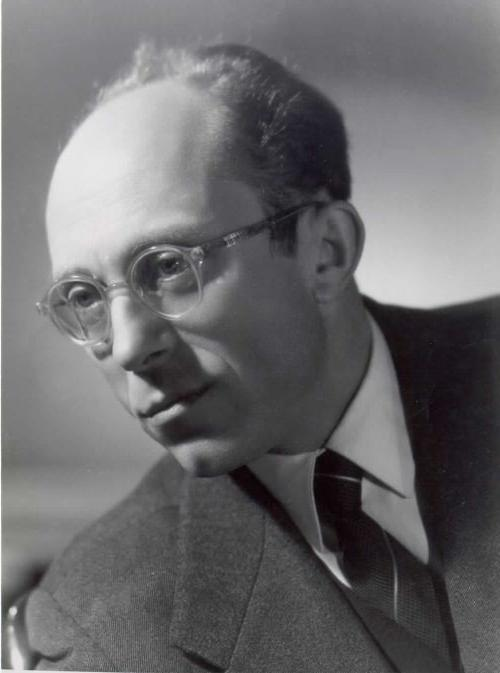
Boris Pahor nel 1958

Nel 1975, assieme all'amico Alojz Rebula, Pahor pubblicò il libro "Edvard Kocbek: testimone della nostra epoca" (Edvard Kocbek: pričevalec našega časa). Nel libro-intervista il poeta sloveno denunciava il massacro di 12 000 prigionieri di guerra, appartenenti alla milizia collaborazionista slovena (domobranci), perpetrato dal regime comunista jugoslavo nel maggio del 1945, con la connivenza delle truppe britanniche. Il libro provocò durissime reazioni da parte del regime jugoslavo. Fu osteggiata la pubblicazione e la diffusione delle opere di Pahor, mentre allo stesso Pahor (diventato "persona non gradita" e diffamato da persone legate al regime) per due volte e per lunghi periodi fu vietato l'ingresso in Jugoslavia.
Grazie alle sue posizioni morali ed estetiche, Pahor diventò uno dei più importanti punti di riferimento per la giovane generazione di letterati sloveni, a cominciare da Drago Jančar.
Durante un viaggio a Parigi, nel 1986, Pahor conobbe il filosofo Evgen Bavčar (1946), grazie al quale l'opera più importante di Pahor, Necropoli, romanzo autobiografico sulla sua prigionia nel campo di concentramento di Natzweiler-Struthof, trovò il suo primo editore francese. La traduzione francese di Necropoli rese Pahor famoso nel mondo, facendolo assurgere al rango di grande classico della letteratura del Novecento.
Le sue opere in sloveno sono tradotte in francese, tedesco, serbo-croato, ungherese, inglese, spagnolo, italiano, catalano e finlandese. Nel 2003 gli è stato conferito il premio San Giusto d'Oro dai cronisti del Friuli Venezia Giulia. Nel giugno del 2008 ha vinto il Premio Internazionale Viareggio-Versilia; nel maggio del 2007 è stato insignito dell'onorificenza francese della Legion d'onore; ha ricevuto il Premio Prešeren, maggiore onorificenza slovena in campo culturale (1992). Nel 2008, con Necropoli, è stato finalista e vincitore del Premio Napoli per la categoria "Letterature straniere".
Il 17 febbraio 2008 è stato ospite nella trasmissione televisiva Che tempo che fa di Fabio Fazio. Nel novembre 2008 gli è stato conferito il Premio Resistenza per Necropoli. Il 18 dicembre 2008 lo stesso Necropoli è stato eletto Libro dell'Anno da una giuria di oltre tremila ascoltatori di Fahrenheit, programma culturale radiofonico in onda su Radio3. Nel 2012 gli è stato assegnato il "Premio Letterario Internazionale Alessandro Manzoni - città di Lecco" per la sua autobiografia Figlio di nessuno, scritto con Cristina Battocletti. La Repubblica Italiana gli ha conferito le onorificenze di Commendatore e di Cavaliere di Gran Croce, rispettivamente nel 2019 e nel 2020.
In occasione delle elezioni europee del 2009, fu candidato nella lista della Südtiroler Volkspartei (SVP), collegata con il Slovenska Skupnost.
Morì nella sua città natale il 30 maggio 2022, alla veneranda età di 108 anni. I funerali furono celebrati in lingua slovena nella chiesa del cimitero monumentale di Sant'Anna il 7 giugno 2022, alla presenza dell'Arcivescovo di Trieste Giampaolo Crepaldi, della senatrice Tatjana Rojc e dei ministri sloveni Matej Arčon, Tatjana Bobnar e Asta Vrečko; fu poi sepolto presso la sua tomba di famiglia nel cimitero medesimo.

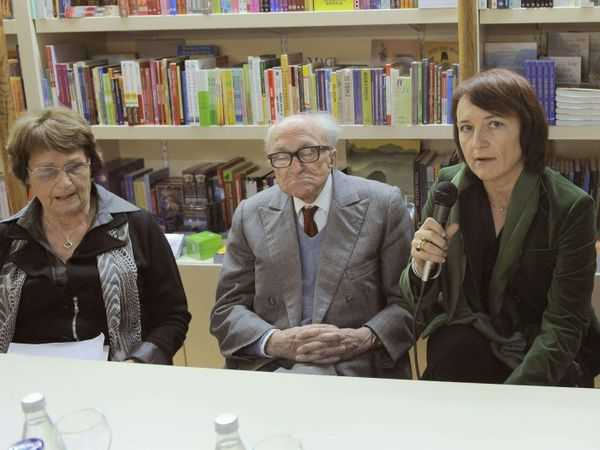
Boris Pahor con le storiche Milica Kacin Wohinz e Marta Verginella

## Caratteristiche dell'opera letteraria
L'opera di Pahor è ricca di spunti autobiografici. I bombardamenti della Prima guerra mondiale sono descritti nella novella Nesluteno vprašanje (Una domanda senza presagio); l'incendio del Narodni dom nella novella Il rogo nel porto e altrove; l'esperienza di soldato in Libia è narrata nei diari Nomadi brez oaze (Nomadi senza oasi); il periodo vissuto in riva al lago di Garda è rievocato nel romanzo breve La villa sul lago; i giorni successivi all'8 settembre 1943 nel romanzo La città nel golfo. Mentre la prigionia nei lager nazisti è oggetto del capolavoro Necropoli, il successivo ritorno alla libertà è rievocato nel romanzo Una primavera difficile. Il romanzo Dentro il labirinto fa riferimento alla difficile situazione politica di Trieste nell'immediato dopoguerra. Le vessazioni subite dallo scrittore da parte del regime jugoslavo sono narrate nel volume di diari Ta ocean strašnó odprt.
Scrive Claudio Magris che nelle opere di Pahor «ci si confronta non solo con la violenza fascista e l'orrore nazista, ma anche con il frequente disconoscimento agli sloveni di elementari diritti e di identità triestina a pieno titolo e col conseguente muro di ignoranza che ha separato a lungo gli italiani dalla minoranza slovena, privando entrambe le comunità di un essenziale arricchimento reciproco».
Secondo Tatjana Rojc, «l'epos di Boris Pahor assurge [...] non più a mera testimonianza, a esclusiva condanna, ma diviene storia di uomini oppressi, ombre, morti risuscitati, a cui Boris Pahor ha saputo dare voce. La sua, però, non è una voce scandita solo dalla condanna, ma un canto lirico che commuove, dandoci l'illusione che diventa man mano sempre più certezza della salvezza». Un tema costante è il confronto fra Eros e Thanatos, in cui «il potere salvifico viene affidato all'incontro con la figura femminile, immagine centrale della narrativa pahoriana».
Il critico letterario francese Jean-Luc Douin ha accostato il nome di Pahor a quello di altri grandi autori della letteratura concentrazionaria europea del Novecento, come Primo Levi, Robert Antelme e Aleksandr Isaevič Solženicyn.

## Polemiche e controversie
Nell'aprile 2008 suscitarono polemiche alcune dichiarazioni di Pahor riguardanti l'apertura dell'iter per un'onorificenza da parte dello Stato italiano: Pahor dichiarò che avrebbe stentato ad accettarla «da un presidente della Repubblica che ricorda soltanto le barbarie commesse dagli sloveni alla fine della seconda guerra mondiale, ma non cita le precedenti atrocità dell'Italia fascista contro di noi». Lo scrittore precisò che le sue «condizioni per un'eventuale onorificenza» erano «queste: dev'essere citato non solo il mio libro Necropoli, ma anche le altre opere letterarie. Il rogo nel porto, per esempio. Dove si raccontano i crimini fascisti. Chiedo [...] che l'espressione crimini fascisti venga scritta, nero su bianco». Nel dicembre del 2009 Pahor fu protagonista di un'analoga polemica col sindaco di Trieste, Roberto Dipiazza, per l'assegnazione della Civica benemerenza della città. Il comune avrebbe infatti voluto insignire Boris Pahor senza citare nella motivazione le colpe del fascismo, fatto al quale lo scrittore si oppose.
Nell'ottobre 2010 fu bersaglio di un attacco con scritte neofasciste sull'edificio del Narodni dom a Trieste.
Il 24 dicembre 2010, Pahor concesse un'intervista al Primorske Novice in cui dichiarò che l'elezione a sindaco di Pirano del medico Peter Bossman, originario del Ghana, era «un brutto segno», indice di una mancanza di coscienza nazionale per gli sloveni. Nella stessa intervista, lamentò un atteggiamento poco amichevole dell'Austria nei confronti della minoranza slovena in Carinzia, così come mire italiane di «ri-italianizzazione» dell'Istria. L'eco a livello internazionale della sua prima intervista causò un certo imbarazzo nelle autorità pubbliche slovene, che presero le distanze dalle sue esternazioni. L'ex sindaco di Capodistria, Aurelio Juri, espresse dure critiche alle affermazioni dello scrittore, dicendo che «non è la prima volta che Pahor rilascia dichiarazioni improntate al nazionalismo e all'ostilità nei confronti dei vicini», riferendosi alla sua opposizione all'arbitrato internazionale sui confini con la Croazia, aggiungendo che «era, tuttavia, difficile immaginare che si sarebbe espresso anche in termini razzisti». Successivamente, Pahor ridimensionò le proprie dichiarazioni, respingendo le accuse di razzismo e dichiarando di considerare Bossman «un bravo medico, un signore che rispetto», e che la sua intenzione era «semplicemente far notare che gli sloveni, a vent'anni dal plebiscito per l'indipendenza della Slovenia, non si sono impegnati a far crescere una classe politica autoctona».
Pahor è stato accusato a più riprese di negazionismo delle foibe da ambienti della destra italiana. Nel 2012 l'accusa fu formulata dal giornalista Riccardo Pelliccetti in un articolo apparso sul Giornale. Nel 2020 l'accusa provenne da vari esponenti politici di destra, a seguito delle critiche da lui formulate contro il presidente della Repubblica Sergio Mattarella; durante un'intervista televisiva in occasione del conferimento dell'onorificenza di cavaliere di gran croce, Pahor aveva infatti asserito che il Presidente (in occasione della celebrazione del Giorno del ricordo) avesse «fatto un attacco all'armata jugoslava che ha gettato nelle foibe non so quanti italiani» e aveva commentato: «È tutta una balla questa, non era vero niente».
In relazione a tali polemiche, lo storico Claudio Vercelli, alla fine di un articolo che riconosce ampiamente l'importanza letteraria e civile dell'opera di Pahor, afferma che durante «e dopo il decennio delle crisi belliche jugoslave Pahor ha tuttavia faticato a tenere il passo di un'identità che non si trasfondesse anche nella rivendicazione di un particolarismo sloveno potenzialmente poco attento al complesso mosaico interculturale dei Balcani settentrionali. Ne è testimonianza, al riguardo, la sua difficoltà a tematizzare l'infoibamento al di fuori degli schemi della mera contrapposizione politica, dove ha invece ingaggiato un confronto molto secco con la destra nazionalista italiana».

## Opere

### Romanzi
- Mesto v zalivu (1955); 1949-51.
- Vila ob jezeru (1955)
  - La villa sul lago, trad. di Marija Kacin, Rovereto, Nicolodi, 2002.
- Nomadi brez oaze (1956).
- Onkraj pekla so ljudje (1958), 1978.
- Parnik trobi nji (1964).
- Nekropola (1967)
  - Necropoli, trad. di Ezio Martin, Edizioni del Consorzio culturale del Monfalconese, San Canzian d'Isonzo, 1997; revisione di Valerio Aiolli, Edizioni del Consorzio culturale del Monfalconese, Ronchi dei Legionari, 2005.
  -  Necropoli, traduzione di Ezio Martin, revisione di Valerio Aiolli, prefazione di Claudio Magris, Roma, Fazi Editore, 2008, ISBN 978-88-8112-881-5.
- Zatemnitev (1975)
  -  Oscuramento, traduzione di Martina Clerici, Collana Oceani, Milano, La nave di Teseo, 2022, ISBN 978-88-346-0876-0.
- V labirintu (1984)
  - Dentro il labirinto, traduzione di Martina Clerici, Roma, Fazi, 2011, ISBN 978-88-6411-185-8.
- V vodoravni legi (1997).
- Spopad s pomladjo (1998)
  - Una primavera difficile, trad. di Mirella Urdih Merkù, Rovereto, Zandonai, 2009, ISBN 978-88-95538-32-7; Collana I delfini, Milano, La nave di Teseo, 2016, ISBN 978-88-934-4044-8.
- Zibelka sveta (1999) [letteralmente: La culla del mondo]
  - Il petalo giallo, trad. Diomira Fabjan Bajc, Nicolodi, Rovereto, 2004-2007, ISBN 978-88-955-3804-4.
- Zgodba o reki, kripti in dvorljivem golobu (2003).
- Trg Oberdan (2006)
  - Piazza Oberdan, Nuova Dimensione, Portogruaro, 2010, ISBN 978-88-89100-67-7.
- Knjiga o Radi (2012).

### Opere tradotte o scritte in italiano
- Srečko Kosovel, Studio Tesi, Pordenone 1993.
- Il rogo nel porto, trad. Mirella Udrih-Merku, Diomira Fabjan Bajc, Mara Debeljuh, Nicolodi, Rovereto 2001; Rovereto, Zandonai, 2008, ISBN 978-88-95538-11-2.
- Letteratura slovena del Litorale: vademecum / Kosovel a Trieste e altri scritti, Mladika, Trieste 2004.
- Tre volte no. Memorie di un uomo libero, con Mila Orlić, Milano, Rizzoli, 2009 ISBN 978-88-17-03433-3.
- Qui è proibito parlare, trad. di Martina Clerici, Roma, Fazi Editore, 2009 ISBN 978-88-8112-178-6.
- Nella cittadella triestina e Bonaccia con gli aranci, due racconti tratti dalla raccolta Moje suhote in njihovi ljudje, trad. di Primož Šturman, pubblicate in Aeolo, rivista letteraria ed oltre, anno I, numero 1, Pisa, 2009.
- La lirica di Edvard Kocbek, Padova University Press, 2010.
- Figlio di nessuno, con Cristina Battocletti, Rizzoli, Milano, 2012, ISBN 978-88-17-05513-0 (La nave di Teseo, 2022).
- Così ho vissuto. Biografia di un secolo, con Tatjana Rojc, Bompiani, Milano, 2013 ISBN 978-88-587-6506-7.
- La città nel golfo, traduzione di Marija Kacin, Bompiani, Milano, 2014, ISBN 978-8845277726.
- Triangoli rossi. I campi di concentramento dimenticati, Milano, Bompiani, 2015, ISBN 978-88-4527-945-4.

### Critica
- Walter Chiereghin e Fulvio Senardi (a cura di), Boris Pahor. Scrittore senza frontiere. Studi, interviste e testimonianze, Trieste, Mladika, 2021, ISBN 9788873423065.
- Tatjana Rojc, Le lettere slovene dalle origini all'età contemporanea, prefazione di Cristina Benussi, Gorizia, Goriška Mohorjeva družba, 2004, ISBN 88-87407-45-2.